# World Conqueror: 2
World Conqueror 2 è un videogioco strategico sviluppato e prodotto dalla azienda statunitense EasyTech e pubblicato nel 2012.

## Modalità di gioco
World Conqueror 2 e è il quarto capitolo dell'omonima serie World Conqueror. Il giocatore impersonerà un generale in modo da svolgere importanti campagne durante la seconda guerra mondiale e la guerra fredda. Si può combattere con o contro generali famosi tra cui Guderian, Rommel, Patton, Zhukov, Nimitz, MacArthur, Yamamoto, Montgomery e de Gaulle, i quali riprodurranno le loro tattiche reali sulla mappa di gioco. Ad esempio, Patton e Rommel sono ben noti per il loro corpo panzer, Nimitz e Yamamoto per le loro flotte di portaerei mentre Goering e MacArthur per le loro forze aeree. Si può scegliere di essere una potenza dell'Asse o degli Alleati nella seconda guerra mondiale, ma solo dopo il completamento di questo scenario si può sbloccare quello della guerra fredda. Mentre le campagne vanno avanti nel tempo, si possono sbloccare nuove tecnologie. 
L'esercito può usare varie tattiche di supporto tra cui trinceramenti, radar, fortezze terrestri e cannoni antiaerei.. La marina può avere una combinazione di cacciatorpediniere, incrociatori, corazzate e portaerei. E ancora attacchi aerei, bombardamenti strategici, forze nell'aria o bombe atomiche devastanti. 

### Scenari
- Settembre 1939
- Gennaio 1941
- Maggio 1947
- Agosto 1951

### Caratteristiche
- 57 unità militari disponibili
- 28 istruzioni tattiche
- 34 campagne storiche
- 37 paesi e oltre 2000 regioni
- Zoom della mappa
- Salvataggio automatico
- Fino a 16 livelli di range e 18 medaglie d'onore

## Accoglienza
| Piattaforma | Valutazione |
| ----------- | ----------- |
| Google Play | 3,9/5       |
| App Store   | 4/5         |